# Anna Paulownalaan 23
Het herenhuis Anna Paulownalaan 23 is een gemeentelijk monument in Soest in de provincie Utrecht. 
Het witgepleisterde huis werd in 1924 gebouwd naar een ontwerp van architect H.G. Wijnands. In 1977 werd de achterzijde uitgebreid mat een garage. Het schilddak steekt ver over en heeft op de nok twee schoorstenen. Het heeft vier dakkapellen met roedenvenster. Aan weerszijden van de deur is een roedenvenster. Boven de voordeur in de symmetrische voorgevel is een glas--lood bovenlicht met bloemmotieven. 